# Arphy
Arphy ist eine französische Gemeinde mit 138 Einwohnern (Stand 1. Januar 2022) im Département Gard in der Region Okzitanien.

## Geografie
Die Gemeinde Arphy liegt im Süden der Cevennen in der Nähe des Mont Aigoual, dessen Gipfel sich einige Kilometer weiter nördlich befindet. Sie ist Teil einer dünn besiedelten Gebirgsregion und liegt in Luftlinie 52 Kilometer nordnordwestlich von Montpellier, allerdings befindet sich südlich ihrer Gemeindegrenzen ein kleiner Verdichtungsraum rund um die Kleinstadt Le Vigan. Das Gemeindegebiet ist zu einem großen Teil bewaldet und gehört mit seinem nördlichen Teil zur Kernzone des Nationalparks Cevennen. Mit dem Coudoulous und der Dourbie entspringen im Norden des Gemeindegebiets auf jeweils rund 1300 Höhenmetern zwei regional bedeutende Flüsse. Der Coudoulous hat auf seinen ersten Kilometern einen steilen und schnellen Lauf. Er fließt Richtung Süden durch ein von bewaldeten Hängen gesäumtes Tal, in dem der kleine Kernort Arphy sowie einige kleine Ansiedlungen liegen. Hinsichtlich der Besiedlung sind auch einige Einzelhöfe zu nennen.
Die Nachbargemeinden von Arphy sind Dourbies und Valleraugue im Norden, Mandagout im Osten, Aulas im Süden und Bréau-Mars im Westen.

### Infrastruktur
Durch den Kernort verläuft die Straße D190, welche Richtung Süden an den Nachbarort Aulas anbindet. Die D48 führt in Richtung Norden noch näher an den Mont Aigoual heran, während sie südlich weitgehend parallel zur D190 verläuft und an Aulas vorbei zwischen Le Vigan, Avèze und Molières-Cavaillac auskommt. Von dort aus bestehen durch die D999 über Ganges Überlandverbindungen zu den Städten Montpellier und Nîmes.

## Geschichte, Kultur und Landwirtschaft
Prägend für die Entwicklung der kleinen Siedlungen war vor allem die Lage am Coudoulous. So war das Granitgestein, das unter anderem im Flussbett hervortritt, ein wesentlicher Rohstoff zum Hausbau. Zudem war er die Basis für mehrere Obstgärten, zu deren Bewässerung sich sein Wasser nutzen lässt. Daneben ist die Landwirtschaft traditionell vor allem von der Schafzucht geprägt. Ursprünglich waren Formen der Transhumanz verbreitet, bei denen die halb-sesshaften Hirten mit der Herde im Wechsel der Jahreszeiten weiterwandern. Grundlegend ist die Schafzucht ins 21. Jahrhundert hinein erhalten geblieben. Die natürlichen Gegebenheiten werden auch für eine Vielzahl von Wanderwegen genutzt.
Im Gegensatz zum Rest Frankreichs weist die gesamte Region eine relativ starke Prägung durch den Protestantismus auf, sodass auch im Kernort Arphy eine protestantische Kirche zu finden ist. Ein weiteres bedeutendes Bauwerk ist das Schloss Château du Fesq, das aus dem 17. Jahrhundert stammt. Ein bedeutendes ehemaliges Industriebauwerk ist eine einstige Fabrik zur Baumwollverarbeitung, welche ursprünglich einem Adligen aus Le Vigan gehörte und 1835 in eine Seidenspinnerei umgewandelt wurde. Sie wurde in den 1850er-Jahren, 1887 und 1901 erweitert, 1914 jedoch zwei Jahre nach einem Besitzerwechsel geschlossen.

## Bevölkerungsentwicklung
| Jahr      | 1962 | 1968 | 1975 | 1982 | 1990 | 1999 | 2008 | 2017 |
| --------- | ---- | ---- | ---- | ---- | ---- | ---- | ---- | ---- |
| Einwohner | 129  | 130  | 86   | 122  | 131  | 173  | 166  | 171  |

Im Jahr 1793 zählte die Gemeinde noch 450 Einwohner und bis 1841 wuchs diese Zahl sogar auf 606 Menschen an. Von da an setzte jedoch ein relativ stetig verlaufender Bevölkerungsschwund ein, sodass 1901 nur noch 409 Bewohner gezählt wurden. In der ersten Hälfte des 20. Jahrhunderts und besonders in den 1920er-Jahren nahm die Einwohnerzahl in der ländlichen Kommune noch erheblich stärker ab. 1954 wurde Arphy in Folge dieser Entwicklung von 140 Menschen bewohnt. Ungefähr auf diesem Niveau stabilisierte sich die Zahl, wobei es in den 1990er-Jahren sogar wieder eine Wachstumsphase gab.